# Mayacentrum pijol
Espèce
Mayacentrum pijol est une espèce d'uropyges de la famille des Thelyphonidae.

## Distribution
Cette espèce se rencontre au Honduras et au Guatemala.

## Description
Les mâles mesurent de 16,5 à 18,0 mm et les femelles de 20,0 à 21,0 mm.

## Étymologie
Son nom d'espèce lui a été donné en référence au lieu de sa découverte, le parc national du pic Pijol.

## Publication originale
- Viquez & de Armas, 2006 : Un nuevo género y dos nuevas especies de vinagrillos centroamericanos (Arachnida: Thelyphonida). Boletín de la Sociedad Entomológica Aragonesa, vol. 38, p. 37-41 (texte intégral).